# Боу, Эрик Аллен
Эрик Аллен Боу (англ. Eric Allen Boe; род. 1 октября 1964, Майами, штат Флорида) — американский астронавт. Совершил два космических полёта продолжительностью 28 суток 15 часов 33 минуты 18 секунд.

## Образование
- 1983 — в городе Чамбли штат Джорджия окончил среднюю школу (англ. Henderson High School).
- 1987 — окончив Военно-морскую академию, получил степень бакалавра наук по аэрокосмической технике.
- 1997 — после окончания Технологического института штата Джорджия получает степень магистра наук в области электротехники.

## Военная карьера
- В 1988 году — на авиабазе ВВС имени Морриса Шеппарда (англ. Sheppard Air Force Base), находящейся в 8 км северней города Уичито-Фолс, окончил курс лётной подготовки.
- С 1988-1991 гг. — проходил службу на авиабазе ВВС Кларк (англ. Clark Air Base), находящейся в 40 км северо-западней столицы Филиппин Манилы. Был пилотом истребителя F-4 3 тактической истребительной эскадрильи.
- С 1991-1994 гг. — проходил службу на авиабазе ВВС Колумбус (англ. Columbus Air Force Base) в Лоундес Каунти штат Миссисипи в качестве пилота-инструктора учебных самолётов T-38 Talon.
- С 1994-1997 гг. — проходил службу на авиабазе ВВС Эглин (англ. Eglin Air Force Base), находящейся юго-западней Валпараисо штат Флорида. Был пилотом истребителя F-15C Eagle 60 истребительной эскадрильи.

## Карьера в НАСА
- 26 июля 2000 года был зачислен кандидатом в астронавты НАСА 18-го набора. По окончании курса ОКП, получил квалификацию пилот шаттла.
- 1 октября 2007 года получил назначение в экипаж миссии STS-126.
- С 15 ноября по 30 ноября 2008 совершил свой первый космический полёт в качестве пилота в составе экипажа миссии Индевор STS-126. Стал 484-м человеком и 307-м астронавтом США в космосе. Продолжительность полёта составила 15 суток 20 часов 29 минут 27 секунд.
- 19 сентября 2009 года получил назначение в экипаж миссии STS-133.
- С 24 февраля по 9 марта 2011 совершил свой второй космический полёт в качестве пилота в составе экипажа миссии Дискавери STS-133. Продолжительность полёта составила 12 суток 19 часов 3 минуты 51 секунда.

## Подготовка к новым полётам
В июле 2015 года НАСА объявило Боу одним из первых астронавтов, участвующих в программе Commercial Crew Program. Впоследствии он начал работать с Boeing и SpaceX, чтобы тренироваться на их коммерческих пилотируемых кораблях, наряду с другими избранными астронавтами: Сунитой Уильямс, Робертом Бенкеном и Дагом Хёрли. В августе 2018 года он получил назначение на Boe-CFT, первый испытательный полёт Boeing CST-100 Starliner.

## Личная жизнь
Состоит в браке, двое детей. Увлечения: спорт на открытом воздухе, чтение, подводное плавание и катание на лыжах.